# Малоульбинское водохранилище
Малоульбинское водохранилище — одно из старейших водохранилищ Казахстана. Расположено на реке Малая Ульба, на территории города областного подчинения Риддер Восточно-Казахстанской области. Создано в 1930-х годах в рамках проекта строительства Ульбинской ГЭС, введено в эксплуатацию в 1938 году (реконструировано в 2010-х годах). Водохранилище используется как источник водоснабжения г. Риддер и его промышленности, а также для обеспечения работы Лениногорского каскада ГЭС общей мощностью 39,375 МВт.

## Технические данные
Водохранилище создано в межгорной котловине, на реке Малая Ульба, сброс воды производится в реку Левая Громотуха, то есть водохранилище производит внутрибассейновую переброску стока (из одного притока Ульбы в другой). Площадь зеркала водохранилища при нормальном подпорном уровне (НПУ) 1572,5 м составляет 6,52 км² (при НПУ 1567,5 м — 5,21 км²), длина 5 км, наибольшая ширина 3 км, средняя глубина 13,4 м, наибольшая глубина 31,5 м, площадь водосбора 40,5 км². Уровень мёртвого объема (УМО) водохранилища составляет 1550,5 м. В связи с ухудшением состояния плотин максимальный уровень наполнения водохранилища ограничен отметкой 1567,5 м, или на 5 м ниже проектной. Полный проектный объём водохранилища составляет 84,5 млн м³, разрешённый для использования полный объём — 58,26 млн м³, проектный полезный объём — 80,41 млн м³, разрешённый для использования полезный объём — 54,17 млн м³.
Напорный фронт гидроузла создают три плотины — одна каменно-набросная на Малой Ульбе и две земляные, со стороны бассейна Левой Громотухи. Каменно-набросная плотина объёмом 280 тыс. м³ и длиной 367 м, имеет высоту 34,5 м, ширину по основанию 74,5 м, ширину по гребню 5 м, отметка гребня 1574 м. Для предотвращения фильтрации в основании плотины заложен бетонный зуб, заглублённый в скалу на 6-11 м, в основании зуба выполнена цементационная завеса. Также плотина снабжена противофильтрационным элементом в виде экрана из трех слоев досок лиственницы, разделённых двумя слоями битумных матов. Земляные плотины № 1 и 2 (разделённые небольшой песчаной грядой) имеют общий объём 300 тыс. м³ и отметку гребня 1575 м. Плотины отсыпаны из разнозернистых песков, противофильтрационные элементы представлены экраном из суглинка, сопряженным со скалой с помощью глинобетонного зуба. Плотина № 1 имеет высоту 12,6 м и длину 276,5 м, плотина № 2 имеет высоту 11,6 м и длину 359,5 м.
Водосбросные сооружения представлены двумя водовыпусками тоннельного типа (в Малую Ульбу и Левую Громотуху соответственно). Тоннельный строительный водовыпуск проходит под каменно-набросной плотиной, имеет пропускную способность 40 м³/с. Состоит из входной части в виде воронки, тоннеля круглого сечения длиной 95 м и диаметром 2,2 м общей длиной 450 м, портала водовыпуска с дроссельным и игольчатым затворами, поверхностного водослива. Тоннельный рабочий водовыпуск расположен вблизи земляной плотины № 2, имеет пропускную способность 25 м³/с. Состоит из подводящего канала длиной 440 м и шириной 2 м, водоприёмника в виде железобетонной камеры с сороудерживающей решёткой и шандорной стенкой, тоннеля круглого сечения длиной 325 м и диаметром 2 м, портала водовыпуска с дроссельным и игольчатым затворами, бутобетонного лотка длиной 37 м, металлической трубы длиной 186 м и металлического гасителя.